# آرآراس برنزفیلد
آرآراس برنزفیلد (به انگلیسی: RRS Bransfield) یک کشتی بود که طول آن ۳۲۵ فوت (۹۹ متر) بود. این کشتی در سال ۱۹۷۰ ساخته شد.